# Hugo Schuchardt
Hugo Ernst Mario Schuchardt (Gota, Turíngia, 4 de fevereiro de 1842 – Graz, Estíria, 21 de abril de 1927) foi um importante linguista dos séculos XIX / XX. Ficou conhecido, principalmente, por suas pesquisas sobre as Línguas Crioulas e por sua obra denominada "Über die Lautgesetze. Gegen die Junggrammatiker" (BR: Sobre as leis fonéticas: Contra os neogramáticos) em que o autor apresenta uma crítica aos Neogramáticos. 

## Teoria de Hugo Schuchardt
Hugo Schuchardt, por meio da obra "Sobre as leis fonéticas: Contra os neogramáticos" (título original: Über die Lautgesetze. Gegen die Junggrammatiker) publicada em 1885, dirige uma crítica explícita aos modelos teóricos desenvolvidos pela corrente de linguistas neogramáticos adeptos da escola teórica Neogramática.
Desse modo, desconstruindo a teoria dos neogramáticos, Hugo Schuchardt apresenta a teoria das ondas. Em síntese, a teoria defendida pelo linguista aponta que as mudanças linguísticas são fruto de influências externas, e não somente de influências e regras internas, conforme defendem os neogramáticos. Compreende-se que para Schuchardt as línguas são produtos sociais. Ademais, o linguista defende que não existe homogeneidade na essência dos idiomas. Na teoria defendida por Schuchardt destacam-se dois aspectos: “lei da causalidade” e a “inclusão do espontâneo”. Vale ressaltar que esses dois aspectos buscam responder a questão central que origina a crítica dirigida aos neogramáticos “De onde vem as regras?”.

## Atuação na Alemanha
Schuchardt nasceu e cresceu em Gota, cidade do estado Turíngia na Alemanha. A partir de 1859 até 1864, estudou em Jena e Bonn (cidades alemãs). Nesse período teve contato com importantes linguistas da época. Em Jena, Schuchardt conheceu August Schleicher e Kuno Fischer. Já em Bonn, conheceu Friedrich Ritschl e Otto Jahn. Em 1864, Schuchardt concluiu seu doutorado apresentando a tese intitulada De sermonis Romani plebei vocalibus [BR: A língua falada da população romana].
Baseado em uma análise de "uma incrível quantidade de textos nunca realmente considerados antes dele" (citação traduzida), Schuchardt publicou entre os anos 1866-1868, em três volumes, a edição alemã da obra intitulada Der Vokalismus des Vulgärlateins [BR: O vocalismo do latim vulgar]. Em 1870, Schuchardt foi promovido a professor ('habilitação') na Universidade de Leipzig, e, em 1873, ele se tornou professor de Línguas Românicas (na área da Filologia) na Universidade de Halle que era considerada reduto dos neogramáticos (membros da escola Neogramática).
Durante esse tempo, através de uma forte orientação histórica, Schuchardt trabalhou com tópicos tradicionais presentes na Filologia. Também desenvolveu trabalhos sobre o contato e a mistura de línguas (a exemplo, trabalhos sobre a Língua Mista e as Línguas Crioulas).

## Atuação na Áustria
Em 1876, Schuchardt tornou-se professor de Línguas Românicas (área da Filologia) na Universidade de Graz, com o auxílio de Johannes Schmidt.
Nos anos 1875 e 1879, o linguista desenvolveu um trabalho de campo no País de Gales (1875) e na Espanha (1879). Ao longo desse período, ele coletou material para a sua pesquisa sobre as Línguas Celtas e a Língua Basca.
Schuchardt especializou-se em dois novos campos de estudo da Linguística: Crioulo e Basco. Atualmente, o linguista é considerado o pai de ambas as áreas. Ele também é o primeiro linguista a declarar que as Línguas Crioulas não são inferiores as outras línguas.
Em 1885, o linguista publicou uma influente crítica sobre os métodos do neogramático com o título de "Über die Lautgesetze. Gegen die Junggrammatiker" (BR: Sobre as leis fonéticas: Contra os neogramáticos).
Em 1887, Schuchardt viajou para Sare (Pirenéus Atlânticos) com o intuito de desenvolver novamente um trabalho de campo e lá provavelmente aprendeu a Língua Basca. Sabe-se que ele publicou mais de 100 trabalhos em Basco e em Romano-Basco. Em várias dessas publicações, Schuchardt discutiu possíveis relações entre a Língua Basca e as outras famílias linguísticas. No entanto, hoje a língua basca é conhecida como uma Língua isolada. 
Já em 1888, com a publicação da obra "Auf Anlass des Volapüks" [BR: Por ocasião do Volapüks - língua artificial - ], ele promoveu a criação de uma nova Língua Auxiliar para todas as nações. 

## Estudo sobre as Línguas Crioulas
O estudo da origem e da evolução da Língua Crioula é considerado um dos mais importantes estudos realizados pelo linguista. Sabe-se que Schuchardt dedicou-se a pesquisar sobre a presença desse tema em vários países, porém compreende-se que a sua principal contribuição ocorreu por meio dos estudos da língua crioula nos países falantes da Língua Portuguesa.
Observa-se que para analisar a forma e mudança de cada modelo de Língua Crioula, o linguista pautou-se na formulação de correlações entre crioulos existentes em uma mesma área. Sabe-se que outra técnica utilizada por Schuchardt é a comparação de línguas crioulas totalmente distintas, estabelecendo contrapontos entre elas.
Ademais, Hugo Schuchardt também analisa a própria Língua Portuguesa em contraponto com a Língua Crioula. Em uma de suas análises, intitulada Indoportuguês de Cochim, o linguista conclui que não há uma total distinção entre a Língua Crioula e o Português.
Uma das principais formas de pesquisa utilizada por Schuchardt foi corresponder-se por cartas com intelectuais de vários países. Muitas dessas cartas foram copiladas em livros (ver o item Capas de obras de correspondências) o que permite a leitura desses escritos na contemporaneidade. Desses intelectuais é importante mencionar Manoel João da Silva e Costa, uma vez que esse forneceu material sobre o Língua Crioula Santomense (crioulo de base portuguesa falado em São Tomé). Assim, o Santomense tornou-se a primeira Língua Crioula analisada em um artigo por Schuchardt.
Sabe-se que o linguista publicou cerca de quarenta artigos e opiniões sobre Pidgins e Línguas Crioulas, totalizando quase 700 páginas impressas entre 1880 e 1914. Devido a esse fato, pode-se considerar Schuchardt como maior pesquisador do tema até a atualidade.

## Final da carreira
Apesar de Schuchardt ter sido convidado para ser professor em Budapeste e em Leipzig (por volta de 1890), ele recusou-se a deixar Graz. Em 1900, Schuchardt aposentou-se. Estando, então, livre de suas tarefas de ensino, realizou extensas viagens para o Sul da Itália, para o Egito e para a Escandinávia. Nesse período, ele construiu uma enorme vila em Graz (Johann Fux Gasse nr. 30) para si e para sua enorme biblioteca, que recebeu o nome 'Villa Malvine' em homenagem a sua mãe (Malvine von Bridel-Brideri).
Nas duas últimas décadas de sua vida, dedicou-se predominantemente a seus trabalhos em Basco. Após a Primeira Guerra Mundial, por estar decepcionado, Schuchardt perdeu o interesse  pelas Línguas Românicas.
Em um artigo publicado em 1919 e denominado Bekenntnisse und Erkenntnisse [BR: Confissões e insights], o linguista informa sobre a sua juventude e eventos históricos da época, bem como o seu ponto de vista sobre o resultado da Primeira Guerra Mundial.

## Contribuições para a atualidade
A sua contribuição para a atualidade é, principalmente, relacionada a interesses historiográficos. Para a comunidade Basca, ele é um dos mais importantes pesquisadores estrangeiros, ao lado de Wilhelm von Humboldt e poucos outros.
Sua enorme biblioteca tornou-se parte da biblioteca da Universidade de Graz e a sua "Villa Malvine" hoje é um edifício administrativo da mesma universidade. Pesquisadores em Graz tem constantemente trabalhado com os estudos de Schuchardt. Inclusive, Michaela Wolf e o linguista Bernhard Hurch, conseguiram copilar um arquivo online com todo o trabalho de Schuchardt (ver ligações externas).
Ademais, reconhecer que a língua não é homogênea "permitiu a Schuchardt abordar pontos que viriam a ser estudados já no século XX pela sociolinguística, como é o caso de reconhecer que dentro das falas existem as diferenciações de gênero, escolaridade, classe social dentre outros fatores, numa proposta de diversidade de falas que contestava a crença dos neogramáticos de que as diferenças de uma comunidade só apareciam conforme o tempo." 
Por fim, as mais duradouras contribuições de Schuchardt para a linguística moderna é a elaboração, com Johannes Schmidt, do Modelo de Onda da Mudança Linguística e seu trabalho substancial que estabelece as bases da ciência moderna que estuda as Línguas Crioulas. 

## Obras de autoria de Schuchardt
Os títulos das obras, com exceção de 3 livros, foram traduzidos para o português. No entanto, têm-se conhecimento que apenas a obra Über die Lautgesetze. Gegen die Junggrammatiker (BR: Sobre as leis fonéticas: Contra os neogramáticos) possui tradução completa em Língua Portuguesa.

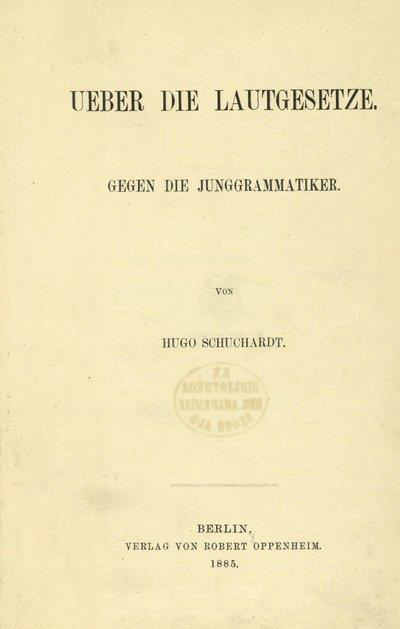
Obra intitulada "Über die Lautgesetze. Gegen die Junggrammatiker" de Hugo Schuchardt

- Der Vokalismus des Vulgärlateins [BR: O vocalismo do latim vulgar], 1866 – 1868 (obra publicada em três tomos)
- Los Cantes Flamengos, 1881 (estudo)
- Kreolischen Studien I - IX [BR: Estudos Crioulos I - IX], 1882 - 1890
- Slawo-Deutsches und Slawo-Italienisches [BR: Eslavo-alemão e eslavo-italiano], 1884
- Über die Lautgesetze. Gegen die Junggrammatiker (BR: Sobre as leis fonéticas: Contra os neogramáticos), 1885
- Romanisches und Keltisches [BR: Românica e Celta], 1886
- Beiträge zur Kenntnis des Kreolischen Romanisch I – VI [BR: As contribuições para o conhecimento do crioulo românico I - VI], 1888 - 1889
- Auf Anlaß des Volapüks [BR: Por ocasião do Volapüks], 1888
- Beiträge des englischen Kreolisch I – III [BR: Contribuições do Crioulo Inglês I - III], 1888 – 1891
- Baskische Studien I [BR: Estudos Basco I], 1893
- Weltsprache und Weltsprachen, an Gustav Meyer [BR: Língua mundial e mundiais línguas, Gustav Meyer], 1894
- Über den passiven Charakter des Transitivs in den kaukasischen Sprachen [BR: Sobre a natureza passiva das transições nas línguas caucasianas], 1895
- Romanische Etymologien I [BR: Etimologias da Românica I], 1897
- Romanische Etymologien II [BR: Etimologias da Românica II], 1899
- Die iberische Deklination [BR: A declinação Ibérica], 1907
- Berberische Studien I e II, 1908
- Sprachverwandtschaft [BR: Relação linguística], 1917
- Sprachursprung I e II [BR: Origem da linguagem I e II], 1919
- Primitiae linguae Vasconum: Einführung ins Baskische, 1923
- Das Baskische und die Sprachwissenschaft [BR: Do basco e da linguística], 1925

## Publicações sobre Hugo Schuchardt
Têm-se conhecimento que nenhuma dessas obras possui tradução em Língua Portuguesa.
- Hugo-Schuchardt-Brevier - Vademecum der allgemeinwissenschaft, escrito por Leo Spitzer, 1992
- Schuchardt, the Neogrammarians, and the Transformational Theory of phonological change: Four essays, escrito por Theo Vennemann, Terence H. Wilbur, 1972
- Pidgin and Creole Languages - Selected essays by Hugo Schuchardt (ensaios do linguista), escrito por Glenn G. Gilbert, 2009

## Traduções de obras de Hugo Schuchardt
- Primitiae linguae Vasconum, de Hugo Schuchardt - Version Española con notas y comentarios de la original Alemana - (versão espanhola da obra), traduzida por A. Yrigaray, 1947
- Schuchardt Contra os Neogramáticos - (versão brasileira da obra), traduzida por Maria Clara Paixão de Sousa, 2010

## Capas de obras de correspondências
- Imagens de capas de obras em que estão copiladas correspondências de Hugo Schuchardt com intelectuais.